# کمپ عریفجان

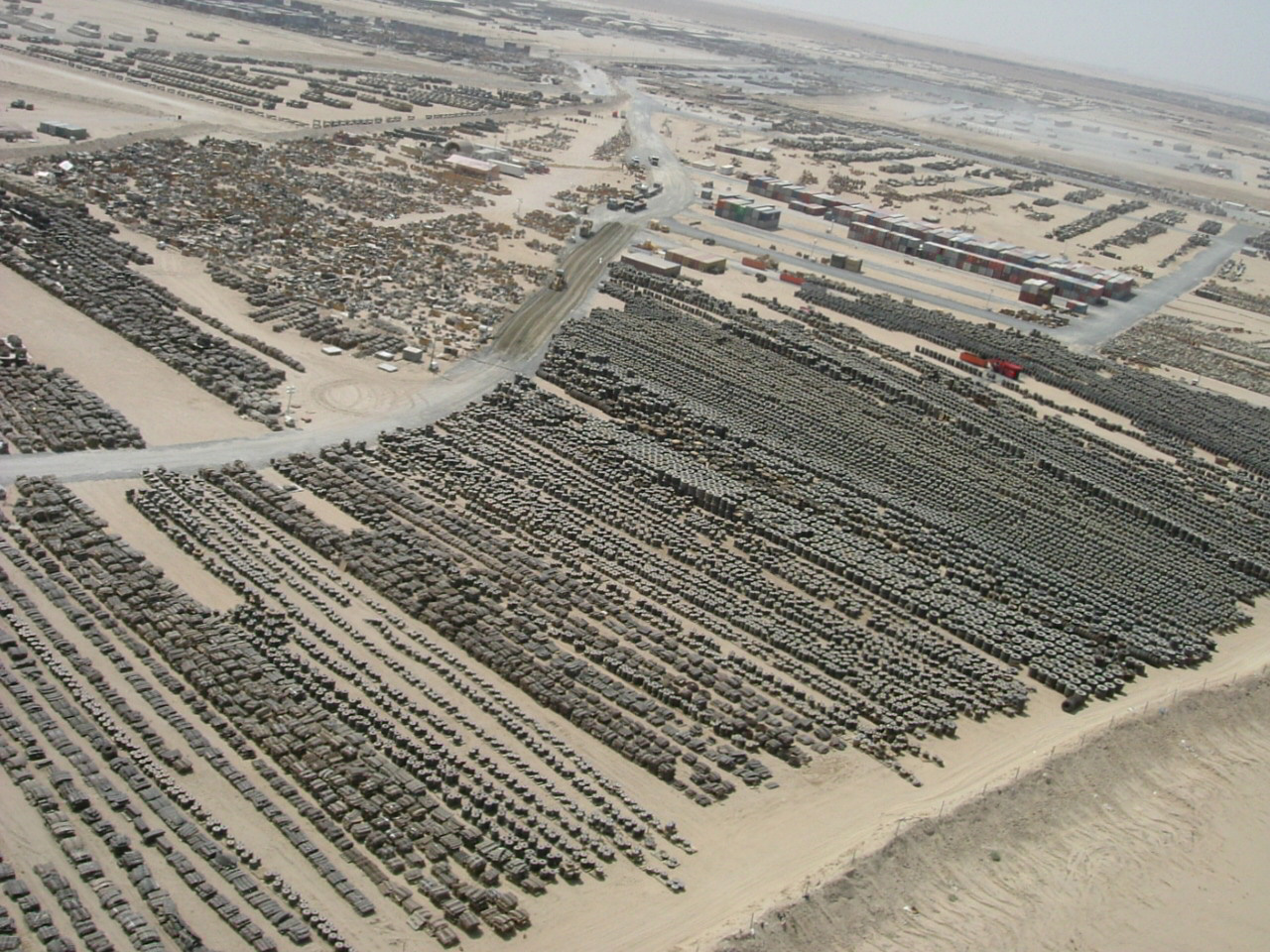
نمای هوایی از کمپ عریفجان در کویت - ۲۰۰۴ (در عکس، هزاران لاستیک و تجهیزات دیگر در محوطه‌ای در اردوگاه عریفجان در کویت قراردارند. بیشتر وسایل نقلیه و تجهیزات جنگی که از کشتی‌های MSC در «بندر آش‌شعیب» تخلیه می‌شوند، قبل از اینکه به مقصد نهایی خود در خاورمیانه هدایت شوند، در کمپ عریفجان توقف می‌کنند.)

کمپ عریفجان (انگلیسی: Camp Arifjan) یک پایگاهی متعلق به نیروی زمینی ایالات متحده آمریکا در کویت (شهر) است که همچنین نیروی هوایی ایالات متحده آمریکا نیروی دریایی ایالات متحده آمریکا و گارد ساحلی ایالات متحده آمریکا و 
سپاه تفنگداران دریایی ایالات متحده آمریکا نیز در فعالیت‌های خود در خاومیانه زیر نظر ستاد فرماندهی مرکزی ایالات متحده آمریکا از این پایگاه بهره می‌برند.